# Dominik Greif
Dominik Greif (sinh 6 tháng 4 năm 1997) là một cầu thủ bóng đá Slovakia thi đấu cho Slovan Bratislava ở vị trí thủ môn.

## Sự nghiệp câu lạc bộ

### ŠK Slovan Bratislava
Greif ra mắt chuyên nghiệp cho Slovan Bratislava trước MFK Zemplín Michalovce ngày 13 tháng 5 năm 2016.